# دورنير دو 14
دورنير دو 14 طائرة مائية نموذجية، طورها دورنير للطائرات بدعم من لوفتفافه لدراسات الدفع التجريبي. كانت الطائرة مشابهة للطائرة دورنير دو 12.  تم إنشاء دورنير دة و 14 واحدة فقط للاختبار، وتم تسجيل الطائرة باسم "D-AGON" ،  بعد الرحلات التجريبية خلال عام 1936، تفكيك محركات الطائرات لاحقًا في عام 1937.  تم إلغاء الطائرة النموذجية أخيرًا في عام 1939.

## مواصفات
البيانات من 
الخصائص العامة
- طاقم: two
- طول: 17.95 م (58 قدم 11 بوصة)
- باع الجناح: 23.34 م (76 قدم 7 بوصة)
- ارتفاع: 8.35 م (27 قدم 5 بوصة)
- الوزن فارغة: 6,120 كـغ (13,492 رطل)
- الوزن الإجمالي: 7,260 كـغ (16,006 رطل)
- محركات: 1 × BMW VId V-12 liquid-cooled piston engine, 560 كـو (750 حصان)

أداء
- السرعة القصوى: 446 كم/س؛ 241 عقدة (277 ميل/س)
- مدى: 500 كـم (311 ميل؛ 270 nmi)

- Crew: two
- Length: 17.95 m (58 ft 11 in)
- Wingspan: 23.34 m (76 ft 7 in)
- Height: 8.35 m (27 ft 5 in)
- Empty weight: 6,120 kg (13,492 lb)
- Gross weight: 7,260 kg (16,006 lb)
- Powerplant: 1 × BMW VId V-12 liquid-cooled piston engine, 560 kW (750 hp)

Performance
- Maximum speed: 446 km/h (277 mph, 241 kn)
- Range: 500 km (310 mi, 270 nmi)